# Roberto Giovalli
Roberto Giovalli (Torino, 3 aprile 1957) è un dirigente d'azienda italiano.

## Biografia
Fratello del regista televisivo Giancarlo Giovalli, inizia la sua carriera presso le emittenti private torinesi Tele Torino International e Tele Europa 3. Ha poi lavorato come responsabile della programmazione del circuito televisivo Euro TV.
Nel 1983 viene notato da Carlo Freccero, all'epoca direttore della programmazione delle reti Fininvest (Canale 5 e Italia 1), e viene quindi portato a Fininvest dove lavora prima come assistente della programmazione, poi come direttore della programmazione delle due reti (diventate poi tre nel 1984, con l'aggiunta di Rete 4). 
Nel marzo del 1989 Giovalli lascia l'incarico di direttore delle tre reti Fininvest e viene sostituito da Giorgio Gori.
Nel 1990 lancia TELE+ (poi diventata Sky), di cui è direttore fino al 1994. il 3 maggio 1999 torna in Mediaset come direttore di Italia 1. Lascerà l'incarico il 4 febbraio 2001 per dedicarsi alla nascita di LA7. Il progetto messo in piedi da Giovalli non vedrà in realtà mai la luce per il cambio alla guida di Telecom Italia (azionista di riferimento della nuova rete) che comporterà un drastico ridimensionamento delle ambizioni iniziali.
Nel 2003 Giovalli lascia l'incarico e si ritira a vita privata.